# Philippe de Bourbon-Siciles (1885-1949)
Pour les articles homonymes, voir Philippe de Bourbon.
Philippe de Bourbon-Siciles (en italien, Filippo Maria Alfonso Antonio Ferdinando Francesco di Paola Lodovico Enrico Alberto Taddeo Francesco Saverio Uberto di Borbone), né le 10 décembre 1885 à Cannes en France et mort le 8 mars 1949 à Saint-Jean, Nouveau-Brunswick au Canada, est un membre de la maison de Bourbon-Siciles.

## Biographie
Philippe est le neveu du roi François II des Deux-Siciles qui fut déposé par les Chemises rouges et un référendum truqué au profit de la maison de Savoie, il est le sixième fils et le dixième des douze enfants du prince Alphonse de Bourbon-Siciles (1841-1934), comte de Caserte et prétendant au trône du royaume des Deux-Siciles après la mort de son frère en 1894 et de la comtesse née Marie-Antoinette de Bourbon-Siciles (1851-1938)
Il épouse le 12 janvier 1916 à Neuilly-sur-Seine Marie-Louise d'Orléans, la fille aînée d'Emmanuel d’Orléans « duc de Vendôme » et d'Henriette de Belgique. Ce mariage est dissous par divorce à Grasse le 3 novembre 1925 avant d'être annulé à Rome le 31 mai 1926. Ils ont un fils : Gaëtan de Bourbon-Siciles (1917-1984) qui renonce à ses droits dynastiques.
Philippe épouse en secondes noces le 10 janvier 1927 à Paris Odette Labori (1902-1968), fille de Fernand Labori, avocat et homme politique français qui avait jadis défendu Alfred Dreyfus. Aucune postérité n'est issue de cette seconde union.
Durant la Seconde Guerre mondiale, Philippe participe à la résistance contre l'occupant, ce qui lui vaut d'être décoré de la Légion d'honneur. Bien que toujours domicilié en France, Philippe meurt à Saint-Jean dans le Nouveau-Brunswick le 8 mars 1949.

## Titulature et honneurs

### Titulature
- 10 décembre 1885 — 8 mars 1949 : Son Altesse royale le prince Philippe de Bourbon, prince des Deux-Siciles

### Phaléristique
Philippe de Bourbon-Siciles est décoré de  :
- Bailli grand-croix de justice ordre sacré et militaire constantinien de Saint-Georges (Deux-Siciles).
- Chevalier de l'ordre de Saint-Janvier (Deux-Siciles).
- 1146e Chevalier de l'ordre de la Toison d'or (Espagne, 5 janvier 1916).
- Grand-croix de l'ordre royal et distingué de Charles III d'Espagne, 8 octobre 1907.
- Chevalier de l'ordre d'Alcántara (Espagne).
- Chevalier de la Légion d'honneur (France).